# Wilhelm Friedrich Starke
Wilhelm Friedrich Starke (* 28. Februar 1885 in Hagen; † 24. Oktober 1941) war ein deutscher Konteradmiral der Reichsmarine.

## Leben
Wilhelm Friedrich Starke trat im April 1903 in die Kaiserliche Marine ein.
Von August 1914 bis Ende September 1914 war er Kommandant von U 6, welches er an den Oberleutnant zur See Otto Steinbrinck übergab. Er war bis Juli 1916 Kompanieführer bei der Unterseebootsabteilung, erhielt am 27. Januar 1915 seine Beförderung zum Kapitänleutnant und wurde dann bis Februar 1917 Kommandant von U A bei der U-Boot-Schule. Bis Juli 1917 war er zur Verfügung der Werft in Kiel. Mitte August 1917 übernahm er das neu in Dienst gestellte U-Boot U 107, welches er Ende des Jahres an Oberleutnant zur See Kurt Slevogt übergab. Er kam bis März 1918 zur Verfügung der IV. U-Boots-Flottille. Bis Kriegsende diente er als Adjutant erst bei der Unterseebootsabteilung und dann bei der U-Boot-Division.
Nach dem Krieg wurde er in die Reichsmarine übernommen und hier am 1. April 1922 Korvettenkapitän. 1922 war er als Verbindungsoffizier in der Marinefriedenskommission. Am 1. November 1928 folgte seine Beförderung zum Fregattenkapitän. Am 1. Oktober 1930 zum Kapitän zur See befördert, war er in der Völkerbundgruppe Marine, der ehemaligen Marinefriedenskommission, im Marinekommandoamt.
Am 30. September 1933 wurde er mit dem Charakter als Konteradmiral ausgezeichnet. Von August 1941 bis zu seinem Tod im Oktober 1941 war er Reichskommissar am Prisenhof Berlin-Südost.
Am 24. Oktober 1941 kam er bei einem Flugzeugabsturz ums Leben.